# Malmöhus läns valkrets
Malmöhus läns valkrets under perioden 1867–1994 namnet på en valkrets vid val till riksdagen. Under tvåkammarriksdagen fanns valkretsen i första kammaren under åren 1867–1970 och i andra kammaren under åren 1922–1970, under enkammarriksdagen under perioden 1971–1993/94.

## Tvåkammarriksdagen

### Första kammaren
När första kammaren inrättades 1866 var hela Malmöhus län en gemensam valkrets. Sedan Malmö stad lämnat landstinget 1871 bröts Malmö ut och bildade egen förstakammarvalkrets samma år. År 1919 lämnade även Helsingborgs stad landstinget, och under perioden 1919–1921 var även Helsingborg egen förstakammarvalkrets. Från och med 1921 års val var Malmöhus län åter en samlad valkrets i första kammaren. Det formella namnet var fram till 1964 Malmöhus läns valkrets med Malmö och Helsingborg, för att markera vilka städer som stod utanför landstinget. Efter att Helsingborg återinträtt i landstinget ändrades det formella namnet 1965 till Malmöhus läns valkrets med Malmö.
Antalet förstakammarledamöter var tio vid tvåkammarsystemets införande 1867. När Malmö bröt sig ur valkretsen 1871 minskades antalet till nio, men vid 1877 års riksdag återfick länets valkrets sitt tionde mandat. Då Helsingborg utträdde 1919 sjönk antalet mandat på nytt till nio. När både Malmö och Helsingborg återfördes till valkretsen 1921 blev det sammanlagda antalet tolv mandat, ett antal som ökades till tretton hösten 1964.
I september 1911 hölls för första gången val med den proportionella valmetoden. I november 1911 hölls val igen (Förstakammarvalet i Sverige 1911) efter första kammarens upplösning av kungen, och de ledamöter valda i septembervalet är inte med i den här listan.

### Riksdagsledamöter i första kammaren

#### 1867–1911 (successivt löpande mandatperioder)
- Corfitz Beck-Friis, skån 1875 (1867–1884)
  - Måns Hansson (1885–1886)
    - Helmuth Wrangel von Brehmer (1887–1889)
      - Gustaf Tornérhjelm (1890–1902)
        - Werner von Schwerin, mod 1905–1911 (1903–1911)

- Nils Johan Berlin (1867–1873)
  - Otto Ramel (1874–1889)
    - Wolmer Wrangel von Brehmer, prot (1890–1907)
      - Olof Tonning, prot 1908–1909, fh 1910–1911 (1908–1911)

- Lars Billström (1867–lagtima riksmötet 1871)

- Magnus Hallenborg, skån, min 1888–1892 (1867–22/5 1892)
  - Per Bondesson, prot (urtima riksmötet 1892–1907)
    - Oscar Trapp, mod (1908–1911)

- Gustaf Peyron (1867–1873)
  - Christoffer Olsson i Eskilstorp (1874–1878)
    - Petter Olsson, lmp:s filial (1879–1887)
      - Ludvig Kockum, min (1888–1896)
        - Hjalmar Lindgren, prot 1897–1909, fh 1910–1911 (1897–1911)

- Fritz Piper, skån 1873–1875 (1867–1875)
  - Jöns Bengtsson (1876–1893)
    - Paul Paulson, prot (1894–1896)
      - Carl Trolle-Bonde (1897–1902)
        - Per Lundsten, prot (1903–1908)
          - Knut von Geijer, mod (1909–1911)

- Jules von Schwerin, lmp:s f 1873–1875 (1867–1875)
  - Henrik Schönbeck, lmp:s f 1876–1887, min 1888 (1876–1888)
    - Petter Olsson, prot (1889–1897)
      - Nils Persson, prot (1898–1902)
        - Pehr Liedberg, prot 1903–1909, fh 1910 (1903–1910)
          - Carl-Fredrik Beckman (1911)

- Jules Stjernblad, min 1867–1872, skån 1873–1877 (1867–1877)
  - Carl Hochschild, skån (1878–1886)
    - Oscar Bergius, prot 1888–1894 (1887–1894)
      - Nils Trolle, prot 1895–1909, fh 1910–1911 (1895–1911)

- Rudolf Tornérhjelm (1867–1884)
  - Fredrik Theodor Borg, min 1888–1892 (1885–lagtima riksmötet 1892)
    - Åke Sjölin, min (urtima riksmötet 1892–1895)
      - Per Sörensson, prot 1896–1909, fh 1910–1911 (1896–1911)

- Carl Axel Trolle, kons 1867–1872 (1867–1873)
  - Carl von Platen (1874–1882)
    - Alfred Piper, skån 1883–1885, min 1888–1899 (1883–1899)
      - Paul Paulson, prot 1900–1909, fh 1909–1911 (1900–1911)

- Ludvig Kockum (1877–1885)
  - Christen Christenson (1886–1889)
    - Henrik Cavalli, prot 1890–1909, fh 1910–1911 (1890–1911)

#### 1912–1917
- Carl-Fredrik Beckman, n
- Henrik Cavalli, n
- Knut von Geijer, n
- Paul Paulson, n
- Oscar Trapp, n (1912–30/8 1916)
  - Fredrik Neess, n (4/10 1916–1917)
- Nils Trolle, n (1912–1913)
  - Bonde Bondeson, n (1914–1917)
- Olof Bruce, lib s
- Sam Stadener, lib s
- Helge Bäckström, s
- Olof Olsson, s

#### 1918–lagtima riksmötet 1919
- Knut von Geijer, n
- Jöns Jesperson, n
- Fredrik Neess, n
- Anton Nilsson, n
- Paul Paulson, n (1918)
  - Jöns Nyberg, n (från 21/1 1919)
- Hans Ramel, n (lagtima riksmötet 1918)
  - Wilhelm Westrup, n (5/11 1918–lagtima riksmötet 1919)
- Bror Petrén, lib s
- Jöns Pålsson, lib s
- Helge Bäckström, s
- Olof Olsson, s

#### Urtima riksmötet 1919–1921
- Knut von Geijer, n
- Jöns Jesperson, n
- Nils Wohlin, jfg
- Jacob Larsson, lib s 1919, vilde 1920, s 1921
- Jöns Pålsson, lib s
- Carl Johansson, s
- Fritiof Lindskog, s
- August Nilsson, s
- Olof Olsson, s

#### 1922–1928
- Anders Antonsson, n
- Knut von Geijer, n
- Jöns Jönsson, n
- Anton Nilsson, n
- Nils Wohlin, bf 1922–1927, vilde 1928
- Jöns Pålsson, lib s 1922–1923, lib 1924–1928
- Carl Johansson, s
- Jacob Larsson, s
- August Nilsson, s
- Johan Nilsson, s
- Olof Olsson, s
- Nils Persson, s (1922–1926)
  - Sven Linders, s (1927–1928)

#### 1929–1936
- Knut von Geijer, n 1929–1934, h 1935–1936
- Jöns Jönsson, n 1929–1934, h 1935–1936
- Ivar Öhman, n 1929–1934, h 1935–1936
- Anders Henrikson, bf
- Axel Löfvander, bf
- Jöns Pålsson, lib 1929–1934, fp 1935–1936
- Edwin Berling, s
- Sven Linders, s (1929–1932)
  - Alfred Andersson, s (1933–1936)
- August Nilsson, s
- Johan Nilsson, s
- Olof Olsson, s
- Värner Rydén, s (1929–1930)
  - Anton Hjalmarsson, s (1931–1936)

#### 1937–1944
- Elof Hagberth, h (1937–1938)
  - Lennart Bondeson, h (1939–1944)
- Eilif Sylwan, h
- Axel Löfvander, bf
- Hakon Sylvan, bf (1937–1938)
  - Ivar Persson, bf (1939–1944)
- Axel Roos, fp
- Rudolf Anderberg, s
- Alfred Andersson, s
- Edwin Berling, s
- Herman Ericsson, s
- Axel Leander, s
- Johan Nilsson, s
- Olof Olsson, s (1937–18/12 1939)
  - Emil Ahlkvist, s (5/1 1940–1944)

#### 1945–1952
- Lennart Bondeson, h (1945–1947)
  - Hjalmar Nilsson, h (1948–1952)
- Ernst Wehtje, h
- Axel Löfvander, bf (1945–1948)
  - Alfred Nilsson, fp (1949–1952)
- Ivar Persson, bf
- Emil Ahlkvist, s
- Rudolf Anderberg, s
- Alfred Andersson, s (1945–11/12 1951)
  - Yngve Persson, s (1952)
- Edwin Berling, s (1945–11/4 1951)
  - Ingeborg Carlqvist, s (19/4 1951–1952)
- Herman Ericsson, s (1945–10/10 1946)
  - Anton Sjö, s (22/10 1946–20/10 1950)
    - Erik Hedenby, s (8/11 1950–1952)
- Tage Erlander, s (1945–1948)
  - Torsten Andrée, s (1949–1952)
- Axel Leander, s
- Axel Uhlén, s

#### 1953–1960
- Ernst Wehtje, h (1953–1955)
  - Erik Hagberg, h (1956–1960)
- Sigfrid Larsson, bf/c
- Ivar Persson, bf (1953–1958)
  - Thorsten Larsson, c (1959–1960)
- Ragnar Huss, fp (1953–1957)
  - John-Arvid Arvidson, h (1958–1960)
- Alfred Nilsson, fp (1953–1956)
  - Gunnar Edström, fp (1957–1960)
- Emil Ahlkvist, s
- Rudolf Anderberg, s
- Ingeborg Carlqvist, s
- Eric Holmqvist, s
- Gunnar Lange, s
- Axel Leander, s (1953–1956)
  - Alvar Mårtensson, s (1957–1960)
- Axel Svensson, s

#### 1961–1968
- John-Arvid Arvidson, h
- Stig Gorthon, h (1961–1964)
  - Per Blomquist, h (1965–1968)
- Erik Hagberg, h (1961–1963)
  - Gunnar Weibull, h (1/1–20/11 1964)
    - Anna Rosvall, h (2–31/12 1964)
      - Roland Lundberg, h (1965–1968)
- Gösta Jacobsson, h
- Thorsten Larsson, c
- Gunnar Edström, fp
- Emil Ahlkvist, s (1961–1965)
  - Margit Lundblad, s (1966–1968)
- Ingeborg Carlqvist, s
- Eric Holmqvist, s
- Gunnar Lange, s
- Alvar Mårtensson, s
- Axel Svensson, s (1961–1965)
  - Lilly Ohlsson, s (1966–1968)
- Arne Pettersson, s (1965–1968) (antalet mandat utökades med ett fr.o.m. 1965)

#### 1969–1970
- Ingvar Andersson, m
- Per Blomquist, m
- Gösta Jacobsson, m
- Thorsten Larsson, c
- Karl-Axel Levin, fp
- Nils Persson, fp (1/1–8/12 1969)
  - Hans Petersson, fp (1970)
- Eric Holmqvist, s
- Gunnar Lange, s
- Grethe Lundberg, s
- Margit Lundblad, s
- Alvar Mårtensson, s
- Lilly Ohlsson, s
- Arne Pettersson, s

### Andra kammaren
När andra kammaren inrättades 1866 var i princip varje härad på landsbygden en egen valkrets 1866, det vill säga Luggude domsagas valkrets, Harjagers och Rönnebergs häraders valkrets, Onsjö härads valkrets, Frosta domsagas valkrets, Torna härads valkrets, Bara härads valkrets, Färs härads valkrets, Skytts och Oxie domsagas valkrets, Vemmenhögs härads valkrets samt Herrestads och Ljunits häraders valkrets. I valet 1869 var Torna och Bara sammanförda till Bara och Torna häraders valkrets, men redan 1872 återgick de båda häraderna till att vara skilda valkretsar. I valet 1869 delades också Luggude domsagas valkrets upp i Luggude domsagas norra valkrets och Luggude domsagas södra valkrets. Från och med 1890 var Vemmenhög, Ljunits och Herrestad förenade till Vemmenhögs, Ljunits och Herrestads domsagas valkrets, och från valet 1896 var Skytts och Oxie härader delade i Skytts härads valkrets och Oxie härads valkrets. Denna indelning av landsbygden bestod sedan till och med valet 1908.
Städerna i länet var 1866 indelade i Malmö stads valkrets, Lunds stads valkrets, Landskrona stads valkrets, Helsingborgs och Ängelholms valkrets samt Ystads och Skanör-Falsterbo valkrets. Efter att Trelleborgs stad återfått stadsrättigheterna utvidgades den sistnämnda i valet 1869 till Ystads, Skanör-Falsterbo och Trelleborgs valkrets. Vid valet 1878 bröts Helsingborg ut till Helsingborgs stads valkrets medan Ängelholm gick till Halmstads och Ängelholms valkrets, och inför valet 1896 bröts Ystad ut till Ystads stads valkrets medan Trelleborg och Skanör-Falsterbo överfördes till Trelleborgs, Skanör-Falsterbo, Simrishamns och Ängelholms valkrets. Städernas valkretsindelning förblev sedan oförändrad till och med 1908.
Vid övergången till proportionellt valsystem vid valet 1911 ombildades hela länet till fem valkretsar: Malmö stads valkrets, Helsingborgs, Landskrona och Lunds valkrets (trestadskretsen), Malmöhus läns norra valkrets, Malmöhus läns mellersta valkrets och Malmöhus läns södra valkrets. De båda stadskretsarna sammanslogs i valet 1921 till fyrstadskretsen, medan övriga länet blev en samlad valkrets i andra kammaren. 
Antalet mandat i den sammanhållna valkretsen var elva 1921, men antalet sjönk till tio i valet 1936, nio i valet 1944 och slutligen åtta i valet 1952.

### Riksdagsledamöter i andra kammaren

#### 1922–1924
- Jonny Fjellman, lmb
- Dan Poppius, lmb
- Janne Nilsson, bf
- Olof Olsson, bf
- Johan Jönsson, lib s 1922–1923, lib 1924
- Olof Andersson, s
- Olof Nilsson, s
- Anders Paulsen, s
- Per Edvin Sköld, s
- Fredrik Thorsson, s
- Nils Törnkvist, s

#### 1925–1928
- Jonny Fjellman, lmb
- Nils Månsson, lmb
- Janne Nilsson, bf
- Olof Olsson, bf
- Johan Jönsson, lib
- Olof Andersson, s
- Olof Nilsson, s (1925–1927)
  - Hjalmar Carlsson, s (1928)
- Anders Paulsen, s
- Per Edvin Sköld, s
- Fredrik Thorsson, s (1/1–5/5 1925)
  - Olivia Nordgren, s (2/6 1925–1928)
- Nils Törnkvist, s

#### 1929–1932
- Erik Ljung, lmb
- Nils Månsson, lmb
- Janne Nilsson, bf
- Olof Olsson, bf
- Axel Pehrsson, bf
- Johan Jönsson, lib
- Olof Andersson, s
- Olivia Nordgren, s
- Anders Paulsen, s
- Per Edvin Sköld, s
- Nils Törnkvist, s

#### 1933–1936
- Gösta Liedberg, lmb 1933–1934, h 1935–1936
- Janne Nilsson, bf
- Olof Olsson, bf (1933–1934)
  - Magnus Pehrsson, bf (1/1–4/5 1935)
    - Gillis Olsson, bf (27/5 1935–1936)
- Axel Pehrsson, bf
- Johan Jönsson, lib (1/1–8/4 1933)
  - Alfred Nilsson, lib 1933–1934, fp 1935–1936 (24/4 1933–1936)
- Olof Andersson, s
- Axel Landgren, s
- Olivia Nordgren, s
- Anders Paulsen, s
- Per Edvin Sköld, s
- Nils Törnkvist, s

#### 1937–1940
- Gösta Liedberg, h
- Janne Nilsson, bf (1937–1938)
  - Gustav Edvard Lundgren, bf (1939–1940)
- Gillis Olsson, bf
- Axel Pehrsson-Bramstorp, bf
- Alfred Nilsson, fp
- Olof Andersson, s (1937–1/4 1938)
  - Åke Olofsson, s (21/4 1938–1940)
- Axel Landgren, s
- Olivia Nordgren, s
- Anders Paulsen, s
- Per Edvin Sköld, s

#### 1941–1944
- Gösta Liedberg, h
- Gillis Olsson, bf
- Axel Pehrsson-Bramstorp, bf
- Alfred Nilsson, fp
- Axel Landgren, s
- Hans Levin, s
- Olivia Nordgren, s
- Åke Olofsson, s
- Anders Paulsen, s
- Per Edvin Sköld, s

#### 1945–1948
- Gösta Liedberg, h
- Nils G. Hansson, bf
- Axel Pehrsson-Bramstorp, bf
- Nils Persson, fp
- Axel Landgren, s
- Olivia Nordgren, s
- Åke Olofsson, s
- Anders Paulsen, s
- Per Edvin Sköld, s

#### 1949–1952
- Eric Nilsson, h
- Nils G. Hansson, bf
- Axel Pehrsson-Bramstorp, bf (1/1–31/5 1949)
  - Stig F. Hansson, bf (17/10 1949–1952)
- Nils Persson, fp
- Axel Landgren, s
- Hans Levin, s
- Olivia Nordgren, s
- Åke Olofsson, s
- Per Edvin Sköld, s

#### 1953–1956
- Eric Nilsson, h
- Nils G. Hansson, bf
- Stig F. Hansson, bf
- Eric Nelander, fp
- Axel Landgren, s
- Hans Levin, s
- Åke Olofsson, s (1953–11/5 1954)
  - Mary Holmqvist, s (12/5 1954–1956)
- Per Edvin Sköld, s

#### 1957–första riksmötet 1958
- Eric Nilsson, h
- Nils G. Hansson, c
- Eric Nelander, fp
- Nils Persson, fp
- Mary Holmqvist, s
- Axel Landgren, s
- Hans Levin, s
- Per Edvin Sköld, s

#### Andra riksmötet 1958–1960
- Eric Nilsson, h
- Nils G. Hansson, c
- Stig F. Hansson, c
- Eric Nelander, fp
- Mary Holmqvist, s
- Axel Landgren, s
- Hans Levin, s
- Per Edvin Sköld, s

#### 1961–1964
- Eric Nilsson, h
- Nils G. Hansson, c
- Stig F. Hansson, c
- Eric Nelander, fp
- Mary Holmqvist, s
- Axel Landgren, s
- Hans Levin, s
- Per Edvin Sköld, s

#### 1965–1968
- Eric Nilsson, h (1965)
  - Ingrid Sundberg, h (1966–1968)
- Nils G. Hansson, c
- Stig F. Hansson, c (1965)
  - Stig Josefson, c (1966–1968)
- Eric Nelander, fp
- Villiam Björk, s
- Mary Holmqvist, s
- Hans Jönsson, s
- Hans Levin, s

#### 1969–1970
- Ingrid Sundberg, m
- Nils G. Hansson, c
- Stig Josefson, c
- Eric Nelander, fp
- Villiam Björk, s
- Mary Holmqvist, s
- John Johnsson, s
- Hans Jönsson, s

## Enkammarriksdagen
Vid riksdagsvalen 1970–1991 till enkammarriksdagen omfattade valkretsen hela Malmöhus län utom Fyrstadskretsen, det vill säga Malmö, Helsingborgs, Lunds och Landskrona kommuner. Antalet fasta mandat var tio i riksdagsvalen 1970–1976 och elva i valen 1979–1991. Antalet utjämningsmandat varierade mellan ett 1970, två 1973, ett 1976, noll 1979, två 1982, ett 1985 samt två i valen 1988 och 1991. Valkretsen avskaffades i valet 1994, då den tillsammans med delar av Fyrstadskretsen bildade Malmöhus läns norra valkrets och Malmöhus läns södra valkrets.
| 1970 | 1973 | 1976 | 1979 | 1982 | 1985 | 1988 | 1991 |
| ---- | ---- | ---- | ---- | ---- | ---- | ---- | ---- |
| 10   | 10   | 10   | 11   | 11   | 11   | 11   | 11   |

### Riksdagsledamöter i enkammarriksdagen

#### 1971–1973
- Ingrid Sundberg, m
- Nils G. Hansson, c
- Stig Josefson, c
- Thorsten Larsson, c
- Eric Nelander, fp
- Hans Petersson, fp
- Mary Holmqvist, s
- Per Olof Håkansson, s
- John Johnsson, s
- Hans Jönsson, s
- Gunnar Lange, s
- Alvar Mårtensson, s

#### 1974–1975/76
- Ingrid Sundberg, m
- Knut Wachtmeister, m
- Sonja Fredgardh, c
- Inger Ingvar-Svensson, c
- Stig Josefson, c
- Thorsten Larsson, c
- Hans Petersson, fp
- Mary Holmqvist, s (1/1–16/6 1974)
  - Margit Sandéhn, s (ersättare för Mary Holmqvist 13/3–16/6 1974, ledamot 19/6 1974–1975/76)
- Per Olof Håkansson, s
- John Johnsson, s
- Hans Jönsson, s
- Gunnar Lange, s
  - Bengt Silfverstrand, s (ersättare för Gunnar Lange 21/10–31/12 1974)
  - Bengt Silfverstrand, s (ersättare 27/1–16/3 1975)

#### 1976/77–1978/79
- Ingrid Sundberg, m
- Knut Wachtmeister, m
  - Erik Blom, m (ersättare 31/10–17/12 1977)
- Sonja Fredgardh, c
- Stig Josefson, c
- Thorsten Larsson, c
  - Inger Ingvar-Svensson, c (ersättare 4/10–11/11 1976)
  - Inger Ingvar-Svensson, c (ersättare 7/11–17/12 1977)
- Hans Petersson, fp
- Per Olof Håkansson, s
- John Johnsson, s
- Hans Jönsson, s (1976/77–5/10 1978)
  - Egon Jacobsson, s (6/10 1978–30/9 1979)
- Margit Sandéhn, s
- Bengt Silfverstrand, s
  - Egon Jacobsson, s (ersättare 18/4–2/10 1978)

#### 1979/80–1981/82
- Per Stenmarck, m
- Ingrid Sundberg, m
- Knut Wachtmeister, m
- Stig Josefson, c
- Thorsten Larsson, c
- Hans Petersson, fp
- Per Olof Håkansson, s
- Egon Jacobsson, s
- John Johnsson, s
- Margit Sandéhn, s
- Bengt Silfverstrand, s

#### 1982/83–1984/85
- Bo Arvidson, m
- Per Stenmarck, m
- Ingrid Sundberg, m
- Knut Wachtmeister, m
- Bertil Fiskesjö, c
- Stig Josefson, c
- Hans Petersson, fp
- Per Olof Håkansson, s
- Egon Jacobsson, s
- John Johnsson, s
- Gunnar Nilsson, s
- Margit Sandéhn, s
- Bengt Silfverstrand, s
  - Karin Wegestål, s (ersättare 18/10–18/11 1984)

#### 1985/86–1987/88
- Per Stenmarck, m
- Ingrid Sundberg, m
- Knut Wachtmeister, m
- Bertil Fiskesjö, c
- Stig Josefson, c
- Siw Persson, fp
- Hans Petersson, fp
- Per Olof Håkansson, s
- John Johnsson, s
- Margit Sandéhn, s
- Bengt Silfverstrand, s
  - Gunnar Nilsson, s (1986/87–1987/88)
  - Gunnar Nilsson, s (ersättare 25/2–25/3 1986)

#### 1988/89–1990/91
- Per Stenmarck, m
- Ingrid Sundberg, m
- Knut Wachtmeister, m
- Bertil Fiskesjö, c
- Håkan Hansson, c
- Siw Persson, fp
- Gösta Lyngå, mp
  - My Gillberg, mp (ersättare för Gösta Lyngå 23/1–3/4 1989)
  - Ulf Löfgren, mp (ersättare för Gösta Lyngå 15/10–15/11 1990)
- Per Olof Håkansson, s
- Anita Jönsson, s
- Gunnar Nilsson, s
- Margit Sandéhn, s
- Bengt Silfverstrand, s
- Karin Wegestål, s
  - Lilian Svensson, s (ersättare 2/10–4/11 1990)

#### 1991/92–1993/94
- Bo Arvidson, m
- Inga Berggren, m
- Per Stenmarck, m
- Knut Wachtmeister, m
- Alwa Wennerlund, kds
- Bertil Fiskesjö, c
- Siw Persson, fp
- Claus Zaar, nyd
- Per Olof Håkansson, s
- Anita Jönsson, s
- Gunnar Nilsson, s
- Bengt Silfverstrand, s
- Karin Wegestål, s